# Omayra Sánchez
Omayra Sánchez Garzón, född 28 augusti 1972, död den 16 november 1985, var en colombiansk flicka som dog i samband med Armerotragedin då vulkanen  Nevado del Ruiz fick ett utbrott. Efter att hennes hus blivit översvämmat i en lahar blev hon fastklämd och nästan helt begravd i den giftiga lahar-sörjan. Endast huvudet stack upp. Räddningspersonal fanns, men de kunde inte heller rädda hennes liv. Hon kämpade i sextio timmar, innan hon till slut dog, troligen i kallbrand eller hypotermi (nedkylning). Strax före hennes död togs ett foto av henne, ett foto som snabbt spreds över världen och som, trots att det var kontroversiellt, senare fick utmärkelsen Årets pressfoto (för 1985). 